# Edmond Delathouwer
Edmond Delathouwer (Boom, 26 de mayo de 1916-Merksem, 16 de agosto de 1994) fue un ciclista belga que fue profesional entre 1938 y 1940.
Durante su carrera deportiva destaca la victoria a la Flecha Valona de 1939.

## Palmarés
- 1938
  - 2º en la Gante-Wevelgem
- 1939
  - 1º en la Flecha Valona
  - 1º en Haasdonk